# Do Something
Do Something è un singolo della cantante statunitense Macy Gray, pubblicato nel 1999 ed estratto dall'album On How Life Is.

## Il brano
Il brano utilizza due sample tratti da Git Up, Git Out degli OutKast (1994) e Funky for You di Nice & Smooth (1989).

## Tracce
- CD

1. Do Something (Radio Edit) – 4:10
2. Rather Hazy – 3:10
3. Do Something (Organized Noize Mix featuring Cee-Lo) – 3:53

## Video
Il videoclip della canzone è stato diretto da Mark Romanek. Nell'ambito degli MTV Video Music Awards 2000 esso ha ricevuto il premio nella categoria "Best Cinematography in a Video", premio andato a Jeff Cronenweth come direttore della fotografia.

## Classifiche
| Classifica (1999-2000) | Posizione raggiunta |
| ---------------------- | ------------------- |
| Regno Unito            | 51                  |